# 튀링겐 주의회 선거
튀링겐주 의회 선거의 목록이다.
- 1990
- 1994
- 1999
- 2004
- 2009
- 2014
- 2019
- 2024
- 2029 (차기)

| Disambiguation icon | 이 문서는 명칭이 같고 같은 종류에 속하는 여러 대상을 연결하는 색인 문서입니다. |